# Cahuê Filho
Tomaz Cauê Llopi (Rio de Janeiro, 21 de abril de 1911 - Rio de Janeiro, 14 de agosto de 1984), mais conhecido como Cahuê Filho, foi um ator, radioator, dublador, apresentador, autor, escritor e diretor brasileiro; atuando em áreas de cinema, teatro, rádio e TV.

## Biografia
Filho de Thomaz Cahué, quando jovem chegou a estudar Química Industrial. Um tempo depois, trabalhou por um tempo como professor particular, ensinando línguas. Era fluente em inglês, francês, espanhol e catalão. Também trabalhou como desenhista. Seu ingresso no teatro se deu em 1938, sendo aluno do Curso Prático de Teatro, do Serviço Nacional de Teatro, que estava renovando seu quadro de intérpretes.
No teatro atuou em peças como: Deus lhe Pague (1967), Leonor de Mendonça (1939), Os Romanescos (1939) e Romeu e Julieta (1938). No cinema participou de filmes como: Estou Aí (1949), Obrigado, Doutor (1948) and Milagre de Amor (1951).
No rádio trabalhou Rádio Mayrink Veiga, participando do Programa Casé, de Ademar Casé. Em 1939, ingressa na Rádio Nacional em programas como o "Teatro de Mistérios"; onde protagonizou o famoso colaborador japonês Minoru, ajudando o Inspetor Santos na elucidação dos casos.  Permaneceu na Rádio Nacional até 1978, quando se afasta apenas para se dedicar a TV.
Como dublador, foi a primeira voz do coelho Pernalonga, por volta de 1963, trabalhando para os estúdios Herbert Richers e Cinecastro.
Na TV Rio atuou no programa "Grande Teatro Orniex".
Foi chamado por Jacy Campos em 1973, para atuar em programas da TV Educadora, que na época era apenas uma produtora de programas para a TV, e participou da telenovela João da Silva.
Vai para a Rede Globo em 1975, onde atuou em telenovelas como: Maria, Maria (1978), A Sucessora (1979) e Cabocla (1979).
Também atuou no Ilusionismo, tendo escrito ainda o livro Segredos Mágicos. Em 1973 gravou o LP Alberto Santos Dumont Centenário 1873-1973, da Gravadora Estúdio Rádio Nacional.
Em Fevereiro de 1982, se aposentou e foi morar no Retiro dos Artistas (Casa dos Artistas). Faleceu em consequência de problemas renais, no Hospital Cardoso Rodrigues no bairro de Cascadura. Foi enterrado no mesmo dia, as 14 horas no Cemitério do Caju.

## Filmografia

### Cinema
| Ano  | Título            | Personagem       |
| ---- | ----------------- | ---------------- |
| 1948 | Obrigado, Doutor  | Paciente         |
| 1949 | O Homem Que Passa | —                |
| 1949 | Estou Aí?         | Malandro carioca |
| 1951 | Milagre de Amor   | Médico           |
| 1975 | O Rei do Baralho  | Jogador          |

### Televisão
| Ano  | Título                      | Personagem         | Notas                         |
| ---- | --------------------------- | ------------------ | ----------------------------- |
| 1958 | Grande Teatro Orniex        | Vários personagens |                               |
| 1972 | Jerônimo, o Herói do Sertão | Aristóbulo         | Episódio: "Fronteiras do Mal" |
| 1973 | João da Silva               | —                  |                               |
| 1975 | Bravo!                      | Tio de Cristina    | [ 4 ]                         |
| 1978 | A Sucessora                 | Padre Manfredo     |                               |
| 1978 | Gina                        | Médico             |                               |
| 1978 | Maria, Maria                | Teixeira           |                               |
| 1979 | Cabocla                     | Dr. Teles          | [ 5 ]                         |

## Dublagem
- Bingo em Banana Splits
- Pernalonga em Looney Tunes (primeira dublagem)
- Professor Aéreo em Corrida Maluca
- Reggie Manttle em A Turma do Archie (segunda dublagem)
- Cegonha em Dumbo (segunda dublagem)

## Homenagens
Em 1977, a escola de samba Unidos de São Carlos, fez uma homenagem aos 40 anos da Radio Nacional, com o samba enredo Alô! Alô! Brasil, Quarenta Anos de Rádio Nacional, aonde, entre outros citava o nome de Cahuê Filho. A letra foi de autoria de Dominguinhos do Estácio.